# Campeonato Asiático de Atletismo de 2019 - Lançamento de disco feminino
A prova do lançamento de disco feminino do Campeonato Asiático de Atletismo de 2019 foi disputada no dia 24 de abril de 2019 no Estádio Internacional Khalifa em Doha, no Catar. 

## Recordes
Antes desta competição, os recordes mundiais e do campeonato nesta prova eram os seguintes:
|                       | Nome             | Nacionalidade     | Distância | Local          | Data                  |
| --------------------- | ---------------- | ----------------- | --------- | -------------- | --------------------- |
| Recorde mundial       | Gabriele Reinsch | Alemanha Oriental | 76m 80cm  | Neubrandenburg | 9 de julho de 1988    |
| Recorde do campeonato | Song Aimin       | China             | 65m 15cm  | Incheon        | 2 de setembro de 2005 |
| Recorde asiático      | Xiao Yanling     | China             | 71m 68cm  | Pequim         | 14 de março de 1992   |

Os seguintes recordes foram estabelecidos durante esta competição:
| Data        | Evento | Atleta   | Nacionalidade | Distância | Notas                 |
| ----------- | ------ | -------- | ------------- | --------- | --------------------- |
| 24 de abril | Final  | Feng Bin | China         | 65m 36cm  | Recorde do campeonato |

## Medalhistas
| Ouro           | Prata           | Bronze                 |
| Feng Bin (CHN) | Chen Yang (CHN) | Subenrat Insaeng (THA) |

## Cronograma
Todos os horários são locais (UTC+3)
| Data        | Hora  | Evento |
| ----------- | ----- | ------ |
| 24 de abril | 17:04 | Final  |

## Resultado final
| Posição           | Atleta            | Nacionalidade | #1    | #2    | #3    | #4    | #5    | #6    | Resultado | Notas                |
| ----------------- | ----------------- | ------------- | ----- | ----- | ----- | ----- | ----- | ----- | --------- | -------------------- |
| Medalha de ouro   | Feng Bin          | China         | x     | 65.36 | x     | 63.06 | 64.79 | 63.67 | 65.36     | ,                    |
| Medalha de prata  | Chen Yang         | China         | 56.08 | 59.81 | x     | x     | 60.75 | 61.87 | 61.87     | Recorde da temporada |
| Medalha de bronze | Subenrat Insaeng  | Tailândia     | x     | 53.43 | 58.20 | 54.84 | 57.97 | x     | 58.20     |                      |
| 4                 | Navjeet Dhillon   | Índia         | 53.76 | 55.57 | 54.15 | x     | 57.47 | x     | 57.47     | Recorde da temporada |
| 5                 | Kamal Preet Kaur  | Índia         | 55.57 | x     | 55.59 | x     | 54.82 | x     | 55.59     |                      |
| 6                 | Maki Saito        | Japão         | 52.49 | 50.90 | 52.51 | 51.66 | 52.87 | 49.62 | 52.87     | Recorde pessoal      |
| 7                 | Zhaleh Kardan     | Irão          | 51.07 | 51.49 | x     | 48.17 | x     | 50.18 | 51.49     | Recorde pessoal      |
| 8                 | Noora Salem Jasim | Bahrein       | x     | x     | 40.51 | 46.08 | x     | x     | 46.08     |                      |
| 9                 | Nanaka Kori       | Japão         | x     | x     | x     |       |       |       | NM        |                      |

Legenda
| Recorde mundial       | Recorde mundial (World record)               |                       | Recorde africano                      | Recorde africano (African) |                                           | Q | Classificado por posição (Qualified) |
| Recorde do campeonato | Recorde do campeonato (Championship record)  | Recorde da América    | Recorde da América (Americas)         | q                          | Classificado por melhor tempo (Qualified) |   |                                      |
| Melhor marca do ano   | Melhor marca do ano (World leading)          | Recorde asiático      | Recorde asiático (Asian)              | DNS                        | Não largou (Did not start)                |   |                                      |
| Recorde nacional      | Recorde nacional (National record)           | Recorde europeu       | Recorde europeu (European)            | DNF                        | Não terminou (Did not finish)             |   |                                      |
| Recorde pessoal       | Recorde pessoal do atleta (Personal best)    | Recorde da Oceania    | Recorde da Oceania (Oceania)          | DSQ / DQ                   | Desclassificado (Disqualified)            |   |                                      |
| Recorde da temporada  | Recorde da temporada do atleta (Season best) | Recorde sul-americano | Recorde sul-americano (South America) | NM                         | Sem marca (No mark)                       |   |                                      |